# Comune di Nørre-Rangstrup
Il comune di Nørre-Rangstrup (in tedesco Norder Rangstrup), fino al 1º gennaio 2007 è stato un comune danese situato nella contea dello Jutland Meridionale, il comune aveva una popolazione di 9 510 abitanti (2006) e una superficie di 302 km². Capoluogo era la cittadina di Toftlund.
Dal 1º gennaio 2007 con l'entrata in vigore della riforma amministrativa, il comune è stato soppresso e accorpato ai comuni Bredebro, Højer, Løgumkloster e Skærbæk per dare luogo al riformato comune di Tønder compreso nella regione della Danimarca Meridionale (Syddanmark).